# Académie de Vaucluse
L'Académie de Vaucluse, fondée en 1801, est l'association la plus ancienne de Vaucluse. Cette société savante est une continuation de l'Académie des Émulateurs d'Avignon fondée en 1658, elle est reconnue d'utilité publique en 1919. L'Académie de Vaucluse, généraliste, accorde la priorité à l'histoire locale sous tous ses aspects. Elle exerce un rôle culturel important par l’activité de ses membres, ses périodiques, ses expositions et colloques sur l’histoire et l'archéologie vauclusiennes. Outre ses activités d'édition, elle est dépositaire de fonds de documentations composés d'ouvrages locaux et de revues savantes régionales (histoire, religion, ethnologie, archéologie), de biographies, de tirés à part, de monographies de villes et villages. Belle bibliothèque, avec notamment les publications des sociétés savantes en relation avec l’Académie de Vaucluse.

## Histoire
- 1658 - Académie des Émulateurs d'Avignon, fondée par le vice-légat Conti, tient ses réunions dans ses appartements au Palais des Papes[2],
- 1801 - Création du Lycée d'Agriculture, Sciences et Arts,
- 1802 - Devient l' Athénée de Vaucluse,
- 1815 - Puis l' Académie de Vaucluse,
- 1919 - Reconnue d'utilité publique.

## Les prix de l’Académie de Vaucluse
- Grand prix de l'Académie de Vaucluse,
- Prix Paul de Faucher,
- Prix Guillaume de Blégiers

## Publications
- Bulletin de l’Académie (de Vaucluse)
- Mémoires de l’Académie de Vaucluse (publication annuelle) :
  - Mémoires de l'Académie de Vaucluse sur la base Gallica entre 1882 et 1935

## Activités
Cette section ne s'appuie pas, ou pas assez, sur des sources secondaires ou tertiaires indépendantes du sujet. Le texte peut contenir des analyses inexactes ou inédites de sources primaires.
Pour l'améliorer, ajoutez-en, ou placez des modèles {{Source secondaire souhaitée}} ou {{Source secondaire nécessaire}} sur les passages mal sourcés. (octobre 2022)
La Société produit des séances mensuelles qui sont suivies par un public d'une centaine de personnes, la publication des Mémoires  ainsi que d'un Bulletin mensuel. Elle compte environ 450 membres et constitue dans le département du Vaucluse à la fois l'association la plus ancienne et celle qui compte le plus d'adhérents. Tous les deux ans a lieu la séance solennelle au cours de laquelle sont remis des prix : grand prix de l'Académie, prix Paul de Faucher, prix de Guillaume de Blégiers.

## Membres notoires depuis la fondation
- Joseph Guérin - 1775-1850, médecin et naturaliste, conservateur du musée Calvet.
- Jean-François Cerquand - 1816-1888 (inspecteur d’Académie et érudit de mythologie grecque et romaine).
- Hyacinthe Chobaut - 1889-1950, secrétaire-général (archiviste en chef du Vaucluse).
- François Daleau - 1845-1927, membre correspondant (préhistorien et ethnologue).
- Marc Deydier – 1845-1920 (notaire à Cucuron).
- Hugues-Jean de Dianous –1914-2008 (diplomate et linguiste).
- Léopold Duhamel – 1842-1927 (archiviste paléographe).
- Paul de Faucher - 1840-1907, vice-président (érudit, auteur de nombreux travaux d'histoire locale et de généalogie).
- Sylvain Gagnière – 1905-1997  (historien et archéologue de la Provence, conservateur du palais des Papes).
- Henry de Gérin-Ricard  (comte de) -1864-* (conservateur du musée, château Borély).
- Léon-Honoré Labande – 1867-1939 (archiviste paléographe, conservateur de la bibliothèque municipale et du musée Calvet).
- Camille Moirenc – 1827-1892 (préhistorien, architecte municipal à Apt).
- Antoine Sallès –1860-1943 (adjoint au maire et député de la ville de Lyon).
- Joseph Sautel – 1880-1955 (curé de Venasque, professeur d’histoire-géographie à Avignon, directeur de la Treizième Circonscription Archéologique en 1947).
- Alexandre Straub - 1825-1891, membre correspondant (archéologue, vicaire général).
- Charles André - 1842-1912, membre correspondant (astronome, fondateur de l'observatoire de Lyon).

## Présidents et Secrétaires généraux

### Les premiers présidents et secrétaires perpétuels ou généraux
Jusqu'en 1841, les présidents de l'Académie étaient les préfets du département.
- Melchior-Hippolyte Morel (Avignon, 5 janvier 1756-Avignon, 29 juillet 1829), premier secrétaire général du Lycée d'Agriculture, Sciences et Arts de Vaucluse, puis de l' Athénée de Vaucluse, devenue l' Académie de Vaucluse en 1815, le préfet en est le président jusqu'en 1841. Il contresigne le règlement de la société au début de thermidor an IX. La première séance publique se tient à la préfecture le 5 vendémiaire an XI (28 septembre 1802), « au son d'une musique militaire ». Il exerce la fonction de secrétaire général jusqu'à son décès[4],[5] ;
- Achille du Laurens d'Oiselay (1783-1859), secrétaire entre 1829 et 1838[6],[7] ;
- vacance entre 1838 et 1841. Esprit Requien et Prosper Yvaren sont suppléants ;
- Prosper Yvaren, nommé en 1841[8].

Pendant trente ans, jusqu'en 1880, l'Académie n'est plus active.

### Les présidents
À la reconstitution de l'Académie de Vaucluse, les nouveaux statuts élaborés en 1880 prévoient que le président ne reste en charge que pendant deux années.
Depuis la parution des Mémoires :
| Fonction                             |                               | Membre                 | Mandat    |
| ------------------------------------ | ----------------------------- | ---------------------- | --------- |
| Présidents de l'Académie de Vaucluse |                               |                        |           |
| 1                                    | Jean-François Cerquand        | 1881-1882              |           |
| 2                                    | Dr. Alfred Pamard             | 1883-1884              |           |
| 3                                    | Commandant Ducos              | 1885-1886              |           |
| 4                                    | Léonce de Seynes              | 1887                   |           |
| 5                                    | A. Sagnier                    | 1888-1889              |           |
| 6                                    | Rochetin                      | 1890-1891              |           |
| 7                                    | Torcapel                      | 1892                   |           |
| 8                                    | Dr. Alfred Pamard             | 1893                   |           |
| 9                                    | Mordon                        | 1894-1895              |           |
| 10                                   | Alexis Mouzin                 | 1896-1897              |           |
| 11                                   | Dr. Marius Carré              | 1898-1899              |           |
| 12                                   | Dr. Victorin Laval            | 1900-1901              |           |
| 13                                   | Gabriel Bourges               | 1902-1903              |           |
| 14                                   | Baron Marc de Vissac          | 1904-1905              |           |
| 15                                   | Alexandre Joleaud             | 1906-1907              |           |
| 16                                   | Baron Marc de Vissac          | 1908-1909              |           |
| 17                                   | Alexis Mouzin                 | 1910-1911              |           |
| 18                                   | Dr. Rémy-Roux                 | 1912-1913              |           |
| 19                                   | Capitaine Reboulet            | 1914-1915              |           |
| 20                                   | Baron Marc de Vissac          | 1916-1917              |           |
| 21                                   | Alexis Mouzin                 | 1918-1919              |           |
| 22                                   | Joseph Girard                 | 1920-1921              |           |
| 23                                   | Jean-Baptiste Ripert          | 1922-1923              |           |
| 24                                   | Dr. Rémy-Roux                 | 1924-1925              |           |
| 25                                   | Chanoine Aurouze              | 1926-1927              |           |
| 26                                   | Jean Théodore-Aubanel         | 1928-1929              |           |
| 27                                   | Auguste Sicard                | 1930-1931              |           |
| 28                                   | Charles Chamski-Mandajors     | 1932-1933              |           |
| 29                                   | Dr. Colombe                   | 1934-1935              |           |
| 30                                   | Dr. Moreau                    | 1936-1937              |           |
| 31                                   | Hyacinthe Chobaut             | 1938-1939              |           |
| 32                                   | Médecin-Général Gaide         | 1940-1941              |           |
| 33                                   | Dr. Moreau                    | 1942-1943              |           |
| 34                                   | Charles Le Gras               | 1944-1945              |           |
| 35                                   | Joseph Girard                 | 1946-1947              |           |
| 36                                   | Jean Bordas                   | 1948-1949              |           |
| 37                                   | Dr. Moreau                    | 1950-1951              |           |
| 38                                   | Charles Le Gras               | 1952-1953              |           |
| 39                                   | Jacques de Font-Réaulx        | 1954-1955              |           |
| 40                                   | Dr. Moreau                    | 1956-1957              |           |
| 41                                   | Jacques de Font-Réaulx        | 1958-1959              |           |
| 42                                   | Comte de Saint-Priest D’Urgel | 1960-1963              |           |
| 43                                   | Laurent Commune               | 1964-1965              |           |
| 44                                   | Dr. de Casaban                | 1966-1972              |           |
| 45                                   | Comte Jacques de Brion        | 1973-1978              |           |
| 46                                   | Michel Feuillas               | 1979-1990              |           |
| 47                                   | André Le Révérend             | 1991-1998              |           |
| 48                                   | Alain Maureau                 | 1999-2010              |           |
| 49                                   | Françoise de Forbin           | 2011-2021              |           |
| Secrétaires généraux                 | 1                             | Léopold Duhamel        | 1882-1887 |
| Secrétaires généraux                 | 2                             | Gustave Bayle          | 1888-1891 |
| Secrétaires généraux                 | 3                             | Léon-Honoré Labande    | 1892-1906 |
| Secrétaires généraux                 | 4                             | Joseph Girard          | 1906-1919 |
| Secrétaires généraux                 | 5                             | Joseph Didiée          | 1920-1923 |
| Secrétaires généraux                 | 6                             | Léon Imbert            | 1924-1928 |
| Secrétaires généraux                 | 7                             | Hyacinthe Chobaut      | 1928-1937 |
| Secrétaires généraux                 | 8                             | Chanoine Joseph Sautel | 1938-1939 |
| Secrétaires généraux                 | 9                             | Hyacinthe Chobaut      | 1940-1941 |
| Secrétaires généraux                 | 10                            | Chanoine Joseph Sautel | 1942-1946 |
| Secrétaires généraux                 | 11                            | Sylvain Gagnière       | 1947-1987 |
| Secrétaires généraux                 | 12                            | Michel Hayez           | 1987-1999 |
| Secrétaires généraux                 | 13                            | Dr. Andrée Ouvrier     | 1999-2004 |
| Secrétaires généraux                 | 14                            | Bernard Thomas         |           |